# Oosterwijk (Utrecht)
Pour les articles homonymes, voir Oosterwijk.
Oosterwijk est un village de la commune néerlandaise de Vijfheerenlanden, dans la province de la Hollande-Méridionale.